# Domini de l'Índia
El Domini de l'Índia (o Unió de l'Índia) fou un estat federal independent de la Commonwealth establert el 1947 arran de la Partició de l'Índia, que convertí l'antic Raj Britànic en dos estats independents (essent l'altre el Domini del Pakistan). Malgrat que el país fou suceït oficialment per la República de l'Índia, el terme Unió és encara usat al país per referir-se al govern unificat del país, en contraposició amb els antics regnes.
Durant la curta vida d'aquest estat, els monarques britànics seguiren essent caps d'estat del país. El primer ministre fou Jawaharlal Nehru a més de cap de govern.